# Мосоян, Михаил Семёнович
Мосоян Михаил (Мкртич) Семенович (род. 1970) — российский уролог, практикующий роботический хирург, ученый, доктор медицинских наук, заведующий кафедрой урологии с курсом роботической хирургии с клиникой, руководитель центра роботической хирургии Национального медицинского исследовательского центра имени В. А. Алмазова (Генеральный директор Центра - д.м.н., профессор, академик РАН Е.В. Шляхто), профессор кафедры урологии Первого Санкт-Петербургского государственного медицинского университета имени академика И. П. Павлова, официальный эксперт da Vinci в России, один из пионеров и основателей школы роботической хирургии в России.

## Биография
Родился 13 ноября 1970 года в Грузинской ССР, в медицинской семье.
В 1987 году  окончил среднюю школу.
В 1988—1990 годах служба в армии.
В 1991 году поступил на подготовительное отделение 1-го ЛМИ им. академика И. П. Павлова.
В 1998 г. окончил лечебный факультет Первого Санкт-Петербургского государственного медицинского университета имени академика И. П. Павлова по специальности лечебное дело.
В 2001 году окончил интернатуру и клиническую ординатуру по специальности урология на кафедре урологии Первого Санкт-Петербургского государственного медицинского университета имени академика И. П. Павлова.
После окончания клинической ординатуры работал дежурантом, врачом отделения урологии, ассистентом кафедры урологии Первого Санкт-Петербургского государственного медицинского университета имени академика И. П. Павлова.
С 2001 года член Российского общества урологов.
С 2003 года член Европейской Ассоциации Урологов (EAU).
В 2004 году защитил кандидатскую диссертацию по специальности урология на тему «Осложнения трансуретральной резекции простаты у больных доброкачественной гиперплазией предстательной железы».
В 2005 году получил второе высшее образование, успешно защитив диплом по специальности юриспруденция (НОВГУ им. Ярослава Мудрого).
С 2009 года врач-уролог Национального медицинского исследовательского центра имени В. А. Алмазова.
С 2009 по 2011 год прошел все этапы подготовки на роботе da Vinci в Европе (Франция, Чехия) и получил сертификат консольного хирурга.
С 2010 года неоднократно проходил обучение в  клиниках Европы, поддерживает профессиональные отношения с ведущими мировыми специалистами в области лапароскопии и робот-ассистированной хирургии.
В 2011 году успешно сдал экзамен и получил диплом по лапароскопической хирургии  Университета г. Страсбург (Франция).
С 2013 года доцент кафедры урологии Первого Санкт-Петербургского государственного медицинского университета имени академика И. П. Павлова.
В 2015 году защитил докторскую диссертацию на соискание ученой степени доктор медицинских наук на тему «Оптимизация подходов к робот-ассистированным, лапароскопическим и открытым операциям при локализованном раке почки».
С 2016 года руководитель центра роботической хирургии Национального медицинского исследовательского центра имени В. А. Алмазова.
В 2017 году стал членом Американской Ассоциации Урологов (AUA) по рекомендации ее президента.
С 2017 года заведующий кафедрой урологии с курсом роботической хирургии с клиникой Национального медицинского исследовательского центра имени В. А. Алмазова, профессор кафедры урологии Первого Санкт-Петербургского государственного медицинского университета имени академика И. П. Павлова.
С 2022 года стал членом экспертного совета по хирургическим наукам высшей аттестационной комиссии (ВАК).
В 2023 года выбран председателем комитета по роботической хирургии  Российского общества урологов.

## Практическая деятельность
Один из наиболее опытных роботических хирургов-урологов в России, оперирует на комплексе da Vinci S, Si, Xi с 2009 года. Выполняет весь спектр открытых, эндоскопических, лапароскопических и робот-ассистированных операций на органах мочеполовой системы. Впервые в России в составе хирургической бригады выполнил робот-ассистированную резекцию почки, впервые в Северо-Западном регионе выполнил робот-ассистированную радикальную нефрэктомию, радикальную простатэктомию, пиелопластику, нефрэктомию с тромбэктомией из нижней полой вены и ряд других операций на роботе da Vinci.
Является учителем специалистов ведущих роботических центров России, где выполнил робот-ассистированные операции и провел обучение: Клиническая больница Управления делами Президента РФ (Москва), Первый МГМУ им И. М. Сеченова (Москва), МГМСУ им. А. И. Евдокимова (робот-ассистированная хирургия почки, Москва), Центральная клиническая больница гражданской авиации (Москва), МБУЗ Клинико-диагностический центр «Здоровье» (Ростов-на-Дону), Краевая клиническая больница № 1 (Краснодар), ГБ № 40 (Сестрорецк), НМИЦ онкологии им Н.Н. Блохина (Москва), РНЦХ  им. акад. Б.В. Петровского (Москва), Окружная клиническая больница Ханты-Мансийского автономного округа - Югры (г. Ханты-Мансийск), Клиника Башкирского государственного медицинского университета (г. Уфа).
Провел более 1500 урологических робот-ассистированных операций в Национальном медицинском исследовательским центре имени В. А. Алмазова.
Результаты оперативных вмешательств не уступают данным ведущих клиник мировых центров экспертного уровня.

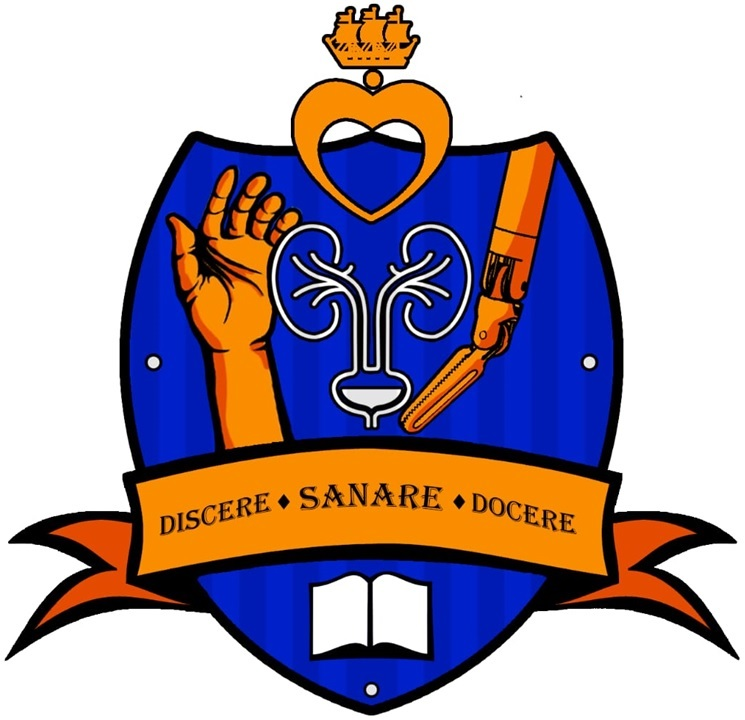
Эмблема кафедры урологии с курсом роботической хирургии с клиникой НМИЦ Алмазова

## Кафедра урологии с курсом роботической хирургии с клиникой
29 декабря 2016 года в Национальном медицинском исследовательском центре имени В. А. Алмазова решением генерального директора Евгения Владимировича Шляхто организована первая в РФ кафедра урологии с курсом роботической хирургии с клиникой.
Заведующий кафедрой - д.м.н. Мосоян Михаил Семенович.
Работа кафедры организована по принципам университетской клиники, что подразумевает совмещение учебной, научной и клинической работы.
Клиническими подразделениями кафедры являются отделение урологии и консультативное отделение КДЦ. Кафедра работает в тесной связи с центром роботической хирургии.
На сегодняшний день в центре роботической хирургии НМИЦ Алмазова имеются три роботические системы: da Vinci S, da Vinci Si и da Vinci Xi.
Выполняется весь спектр робот-ассистированных операций в урологии и гинекологии, таких  как радикальная простатэктомия, цистопростатэктомия, резекция почки, нефрэктомия, в том числе и с тромбэктомией из нижней полой вены, реконструктивные операции лоханочно-мочеточникового сегмента, адреналэктомия, операции по устранению диафрагмальных грыж, операции при тяжелом пролапсе тазового дна у женщин, при опухолях яичников и матки, гистерэктомия и многие другие операции. Развивается направление по робот-ассистированным операциям в общей хирургии и кардиохирургии.
Центр роботической хирургии проводит подготовку специалистов - консольных хирургов, хирургов-ассистентов и операционных сестер роботического комплекса da Vinci.  Обучение проводится по авторской программе, разработанной М.С.Мосояном и сотрудниками кафедры урологии с курсом роботической хирургии с клиникой.
В 2018 году на базе  Центра доклинических и трансляционных исследований НМИЦ Алмазова развернут первый в России и Восточной Европе роботический тренинг-центр, где в рамках одного из этапов обучения выполняются робот-ассистированные операции на экспериментальных животных. Открытие этого уникального и инновационного центра стало возможным благодаря усилиям М.С.Мосояна и неоценимой поддержке руководства НМИЦ Алмазова.

## Научная деятельность
В 2004 году защитил кандидатскую диссертацию по специальности урология на тему «Осложнения трансуретральной резекции простаты у больных доброкачественной гиперплазией предстательной железы».
В 2015 году защитил докторскую диссертацию на соискание ученой степени доктор медицинских наук на тему «Оптимизация подходов к робот-ассистированным, лапароскопическим и открытым операциям при локализованном раке почки».
С 2017 года заведующий кафедрой урологии с курсом роботической хирургии с клиникой Национального медицинского исследовательского центра имени В. А. Алмазова, профессор кафедры урологии Первого Санкт-Петербургского государственного медицинского университета имени академика И. П. Павлова.
Сфера научного интереса представлена вопросами эндовидеохирургического лечения рака почки и рака предстательной железы.
Автор более 150 статей, монографий, учебных и учебно-методических пособий, автор 14 патентов на изобретения медицинских инструментов и ряда инновационных хирургических методик, использующихся на сегодняшний день практически во всей стране.

## Членство
Член Российского общества урологов
Член Российского общества онкоурологов
Членом экспертного совета по хирургическим наукам высшей аттестационной комиссии (ВАК)
Председатель комитета по роботической хирургии  Российского общества урологов.
Член Европейской Ассоциации Урологов (EAU)
Член Армянской урологической ассоциации
Приглашенный профессор Ереванского государственного медицинского университета Мхитара Гераци
Член Американской Ассоциации Урологов (AUA)
Почетный член Грузинской ассоциации урологической онкологии

## Премии
Лауреат премии правительства Санкт-Петербурга за выдающиеся достижения в области высшего образования и среднего профессионального образования за 2022 год. Номинация: "Организационные решения по повышению качества подготовки специалистов".